# Park Chu-young
Park Chu-young (Hangul: 박주영, Hanja: 朴主永), född 10 juli 1985 i Daegu, är en sydkoreansk fotbollsspelare som spelar för FC Seoul. Han är lagkapten i sydkoreas landslag. Han har tidigare spelat för Seoul, AS Monaco, Arsenal, Celta Vigo och Al Shabab FC.
Park debuterade i landslaget som 19-åring och har spelat både VM 2006 och 2010. Han blev kapten i landslaget 2011 då Park Ji-Sung avslutade sin landslagskarriär.